# Puchar Intertoto UEFA (2000)
Puchar Intertoto UEFA 2000 był 40. edycją piłkarskiego turnieju, szóstą pod egidą UEFA. Turniej toczył się w formule pucharowej z udziałem 60 drużyn. Zespoły zagrały o trzy miejsca w Pucharze UEFA.

## Pierwsza runda
| Drużyna 1                            | Wynik dwumeczu | Drużyna 2             | Pierwszy mecz | Drugi mecz |
| ------------------------------------ | -------------- | --------------------- | ------------- | ---------- |
| Floriana FC                          | 1:3            | Stabæk                | 1:1           | 0:2        |
| Glenavon F.C.                        | 1:4            | Slaven Belupo         | 1:1           | 0:3        |
| Zagłębie Lubin                       | 7:1            | Viləş Masallı         | 4:0           | 3:1        |
| Ozeta Dukla Trenčín                  | 0:4            | FK Dinaburg           | 0:3           | 0:1        |
| NK Primorje                          | 11:0           | KVC Westerlo          | 5:0           | 6:0        |
| Cibalia Vinkovci                     | 4:2            | FK Obilić             | 3:1           | 1:1        |
| Dniapro-Transmasz Mohylew            | 4:2            | Silkeborg IF          | 2:1           | 2:1        |
| Nea Salamina Famagusta               | 6:2            | KF Vllaznia           | 4:1           | 2:1        |
| FK Pelister                          | 4:1            | CS Hobscheid          | 3:1           | 1:0        |
| Leiftur                              | 6:6(br. wyj.)  | FC Luzern             | 2:2           | 4:4        |
| Dinamo Tbilisi                       | 3:3(br. wyj.)  | Standard Liège        | 2:2           | 1:1        |
| LASK Linz                            | 4:1            | Hapoel Petach Tikwa   | 3:0           | 1:1        |
| HB Tórshavn                          | 0:7            | Tatabányai Bányász    | 0:4           | 0:3        |
| Araks Ararat                         | 1:3            | Sigma Ołomuniec       | 1:2           | 0:1        |
| JK Narva Trans                       | 4:9            | Ceahlăul Piatra Neamț | 2:5           | 2:4        |
| Kocaelispor                          | 1:1 (k. 3:5)   | Atlantas Kłajpeda     | 0:1           | 1:0        |
| Västra Frölunda                      | 2:2(br. wyj.)  | Zrinjski Mostar       | 1:0           | 1:2        |
| Myllykosken Pallo-47                 | 4:5            | Neuchâtel Xamax       | 1:2           | 3:3        |
| University College Dublin            | 3:3(br. wyj.)  | Velbazhd              | 3:3           | 0:0        |
| Cwmbran Town                         | 0:2            | Nistru Otaci          | 0:1           | 0:1        |
| Po lewej gospodarz pierwszego meczu. |                |                       |               |            |

## Druga runda
| Drużyna 1                            | Wynik dwumeczu | Drużyna 2                 | Pierwszy mecz | Drugi mecz |
| ------------------------------------ | -------------- | ------------------------- | ------------- | ---------- |
| Perugia                              | 2:3            | Standard Liège            | 1:2           | 1:1        |
| Nea Salamina Famagusta               | 1:3            | Austria Wiedeń            | 1:0           | 0:3        |
| Stabæk                               | 0:5            | Auxerre                   | 0:2           | 0:3        |
| Nistru Otaci                         | 3:7            | Wüstenrot Salzburg        | 2:6           | 1:1        |
| RCD Mallorca                         | 3:4            | Ceahlăul Piatra Neamț     | 2:1           | 1:3        |
| Chmel Blšany                         | 8:2            | Dniapro-Transmasz Mohylew | 6:2           | 2:0        |
| CS Sedan                             | 6:2            | Leiftur                   | 3:0           | 3:2        |
| Zagłębie Lubin                       | 1:1(br. wyj.)  | Slaven Belupo             | 1:1           | 0:0        |
| Tatabányai Bányász                   | 3:2            | Cibalia Vinkovci          | 3:2           | 0:0        |
| FK Pelister                          | 3:1            | Västra Frölunda           | 3:1           | 0:0        |
| Neuchâtel Xamax                      | 2:10           | VfB Stuttgart             | 1:6           | 1:4        |
| Zenit Petersburg                     | 6:1            | NK Primorje               | 3:0           | 3:1        |
| LASK Linz                            | 3:4            | Marila Příbram            | 1:1           | 2:3        |
| Velbazhd                             | 2:8            | Sigma Ołomuniec           | 2:0           | 0:8        |
| Atlantas Kłajpeda                    | 2:7            | Bradford City             | 1:3           | 1:4        |
| FK Dinaburg                          | 0:1            | Aalborg BK                | 0:0           | 0:1        |
| Po lewej gospodarz pierwszego meczu. |                |                           |               |            |

## Trzecia runda
| Drużyna 1                            | Wynik dwumeczu | Drużyna 2          | Pierwszy mecz | Drugi mecz |
| ------------------------------------ | -------------- | ------------------ | ------------- | ---------- |
| Celta Vigo                           | 5:1            | FK Pelister        | 3:0           | 2:1        |
| CS Sedan                             | 1:2            | VfL Wolfsburg      | 0:0           | 1:2        |
| Chmel Blšany                         | 8:0            | PS Kalamata        | 5:0           | 3:0        |
| RC Lens                              | 2:2(br. wyj.)  | VfB Stuttgart      | 2:1           | 0:1        |
| Slaven Belupo                        | 1:2            | Sigma Ołomuniec    | 1:1           | 0:1        |
| Standard Liège                       | 4:2            | Wüstenrot Salzburg | 3:1           | 1:1        |
| Ceahlăul Piatra Neamț                | 2:5            | Austria Wiedeń     | 2:2           | 0:3        |
| Zenit Petersburg                     | 4:2            | Tatabányai Bányász | 2:1           | 2:1        |
| Bradford City                        | 3:0            | RKC Waalwijk       | 2:0           | 1:0        |
| Rostselmasz                          | 1:5            | Auxerre            | 0:2           | 1:3        |
| Marila Příbram                       | 1:3            | Aston Villa        | 0:0           | 1:3        |
| Aalborg BK                           | 2:3            | Udinese            | 0:2           | 2:1        |
| Po lewej gospodarz pierwszego meczu. |                |                    |               |            |

## Półfinał
| Drużyna 1                            | Wynik dwumeczu | Drużyna 2      | Pierwszy mecz | Drugi mecz  |
| ------------------------------------ | -------------- | -------------- | ------------- | ----------- |
| Sigma Ołomuniec                      | 3:1            | Chmel Blšany   | 3:1           | 0:0         |
| VfB Stuttgart                        | 2:1            | Standard Liège | 1:1           | 1:0         |
| Zenit Petersburg                     | 4:0            | Bradford City  | 1:0           | 3:0         |
| Celta Vigo                           | 3:1            | Aston Villa    | 1:0           | 2:1         |
| Austria Wiedeń                       | 0:3            | Udinese        | 0:1           | 0:2         |
| Auxerre                              | 3:2            | VfL Wolfsburg  | 1:1           | 2:1 (dogr.) |
| Po lewej gospodarz pierwszego meczu. |                |                |               |             |

## Finał
| Drużyna 1                            | Wynik dwumeczu | Drużyna 2        | Pierwszy mecz | Drugi mecz  |
| ------------------------------------ | -------------- | ---------------- | ------------- | ----------- |
| Sigma Ołomuniec                      | 4:6            | Udinese          | 2:2           | 2:4 (dogr.) |
| Celta Vigo                           | 4:3            | Zenit Petersburg | 2:1           | 2:2         |
| Auxerre                              | 1:3            | VfB Stuttgart    | 0:2           | 1:1         |
| Po lewej gospodarz pierwszego meczu. |                |                  |               |             |